# The World
The World – archipelag ok. 300 sztucznych wysp, usypanych na dnie szelfu 4 km od wybrzeży Dubaju. Wyspy widziane z lotu ptaka tworzą widok mapy świata.

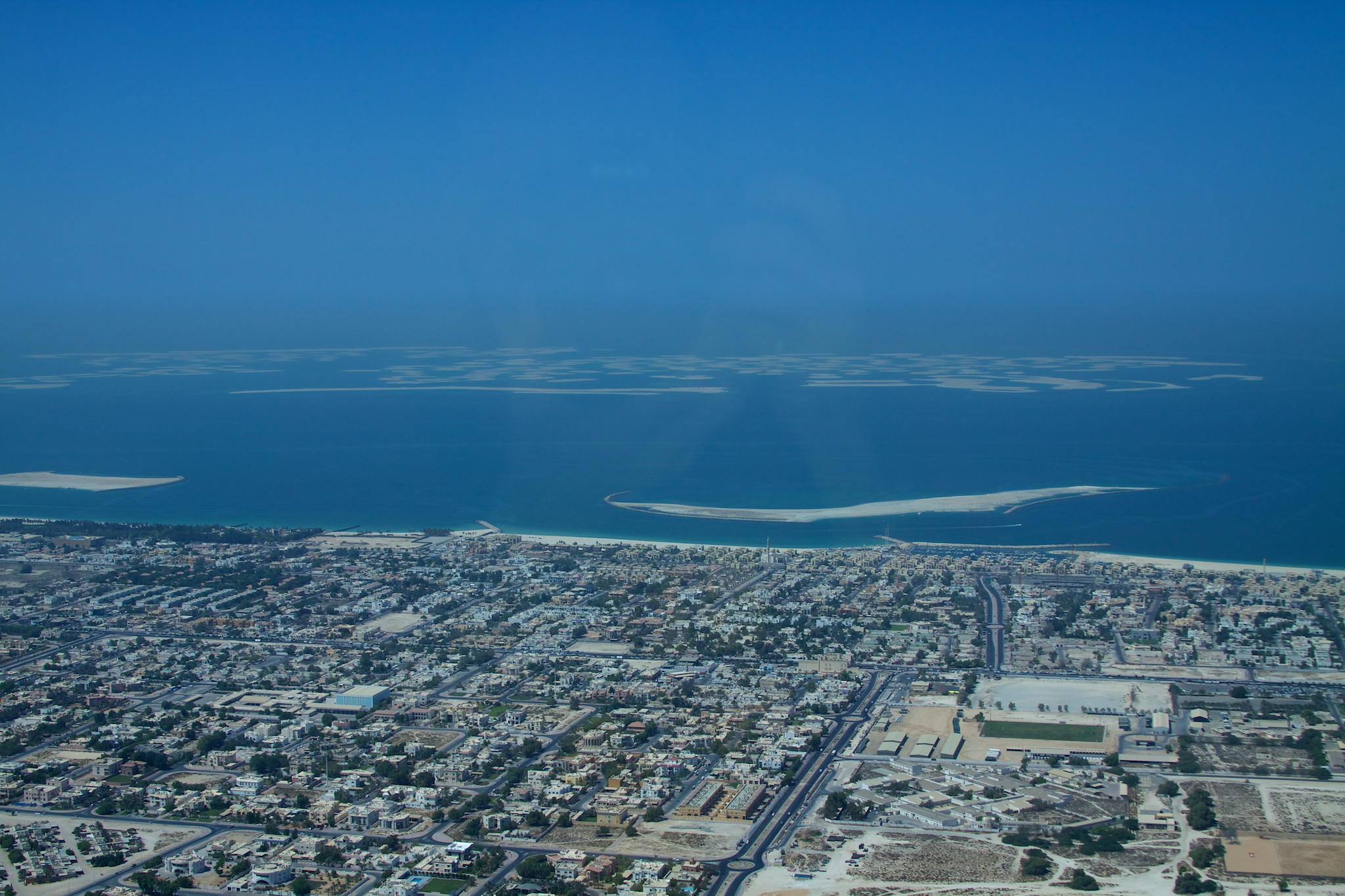
Widok na The World z Burdż Chalify.